# Panait Sarbu
Panait Sîrbu (Schineni Barlad, 14 ottobre 1914 – Bucarest, febbraio 1983) è stato un ginecologo rumeno.
A lui è intitolato lo "Spitalul Clinic Prof. d. Panait Sîrbu".

## Biografia
Panait Sîrbu, nato a Schineni Barlad, il 14 ottobre 1914, è stato un importante ginecologo romeno.
Ha frequentato la Facoltà di Medicina di Bucarest, dove poi insegnò dal 1969.
Dal 1976 fu presidente della "Società Rumena di Ostetrica e Ginecologia" e fu membro corrispondente dell'Accademia Francese di Medicina .
Fu sposato con l'attrice Tanți Cocea.
Nel 1982 fu eletto vicepresidente della Federazione Internazionale di Ostetrica e Ginecologia (FIGO).

## Pubblicazioni
- Chirurgia Ginecologica, editura medicala, 1981, due volumi, pagine 1131.
- Chirurgia Ginecologica, editura medicala, 1957, pagine 748.
- Chirurgia Functionala a uterului, editura medicala, 1971, pagine 119 [2].
- Anestezie, rianimare in obstetrica si ginecologie, editura stiintifica si enciclopedica, 1977, pagine 493.